# Holmiidae
A Holmiidae a háromkaréjú ősrákok (Trilobita) osztályának a Redlichiida rendjéhez, ezen belül az Olenellina alrendjéhez tartozó család.

## Rendszerezés
A családba az alábbi alcsaládok és nemek tartoznak:
- Callaviinae
  - Callavia
  - Kjerulfia
- Holmiinae
  - Andalusiana
  - Baltobergstroemia
  - Cambropallas
  - Elliptocephala
  - Holmia
  - Holmiella Fritz, 1972
    - Holmiella preancora

  - Iyouella
  - Palmettaspis
  - Postfallotaspis
  - Schmidtiellus